# Корчовка (Красиловский район)
Корчовка (укр. Корчівка) — село в Красиловском районе Хмельницкой области Украины.
Население по переписи 2001 года составляло 779 человек. Почтовый индекс — 281500. Телефонный код — 3855. Занимает площадь 2,119 км². Код КОАТУУ — 6822784301.

## Местный совет
31031, Хмельницкая обл., Красиловский р-н, с. Корчовка, ул. Центральная